# All the Best Moves
All the Best Moves is een nummer van het Britse muziekduo Smith & Burrows uit 2020. Het is de eerste single van hun tweede studioalbum Only Smith & Burrows Is Good Enough.
Het nummer was de eerste single in ruim acht jaar dat het duo samen uitbracht. "De afgelopen negen jaar gooien Andy en ik constant ideeën heen en weer voor nieuwe muziek. Dit nummer ligt al lang op de plank, het is wat luchtiger dan onze vorige muziek. Ik kan niet wachten om het aan mensen te laten horen. Het is heel wat anders dan wat mensen van ons kennen, fingers crossed dat ze het leuk vinden!", aldus Tom Smith bij Michiel Veenstra op KINK. Toen de Editors eind 2018 optraden in TivoliVredenburg met Andy Burrows in het voorprogramma, werd het nummer al voor het eerst live gespeeld. Volgens Smith gaat het nummer over "alleen willen blijven in je veilige wereld. Bang voor wat er buiten is, maar omgekeerd een beetje vol van jezelf, maar in werkelijkheid een beetje verdrietig en eenzaam zijn".   "All the Best Moves" flopte in het Verenigd Koninkrijk, maar werd wel een klein radiohitje in Nederland en Vlaanderen. In Nederland behaalde het nummer desondanks geen hitlijsten, terwijl in Vlaanderen de 30e positie in de Tipparade werd gehaald.